# Помірні луки островів Амстердам та Сен-Поль
Помірні луки островів Амстердам та Сен-Поль (ідентифікатор WWF: AT0802) — афротропічний екорегіон помірних луків, саван і чагарників, розташований на островах Амстердам та Сен-Поль в Індійському океані.

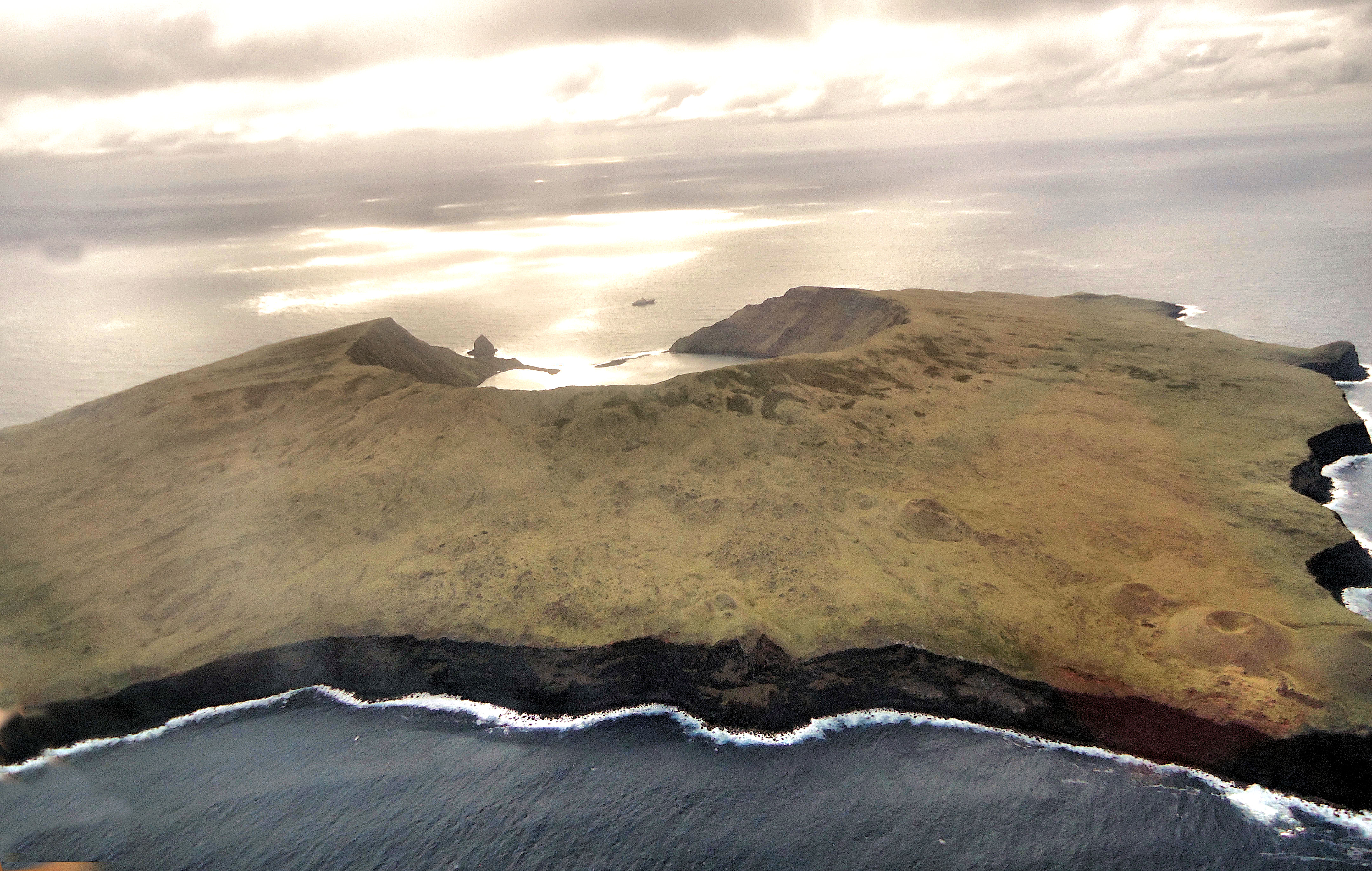
Вид на острів Сен-Поль

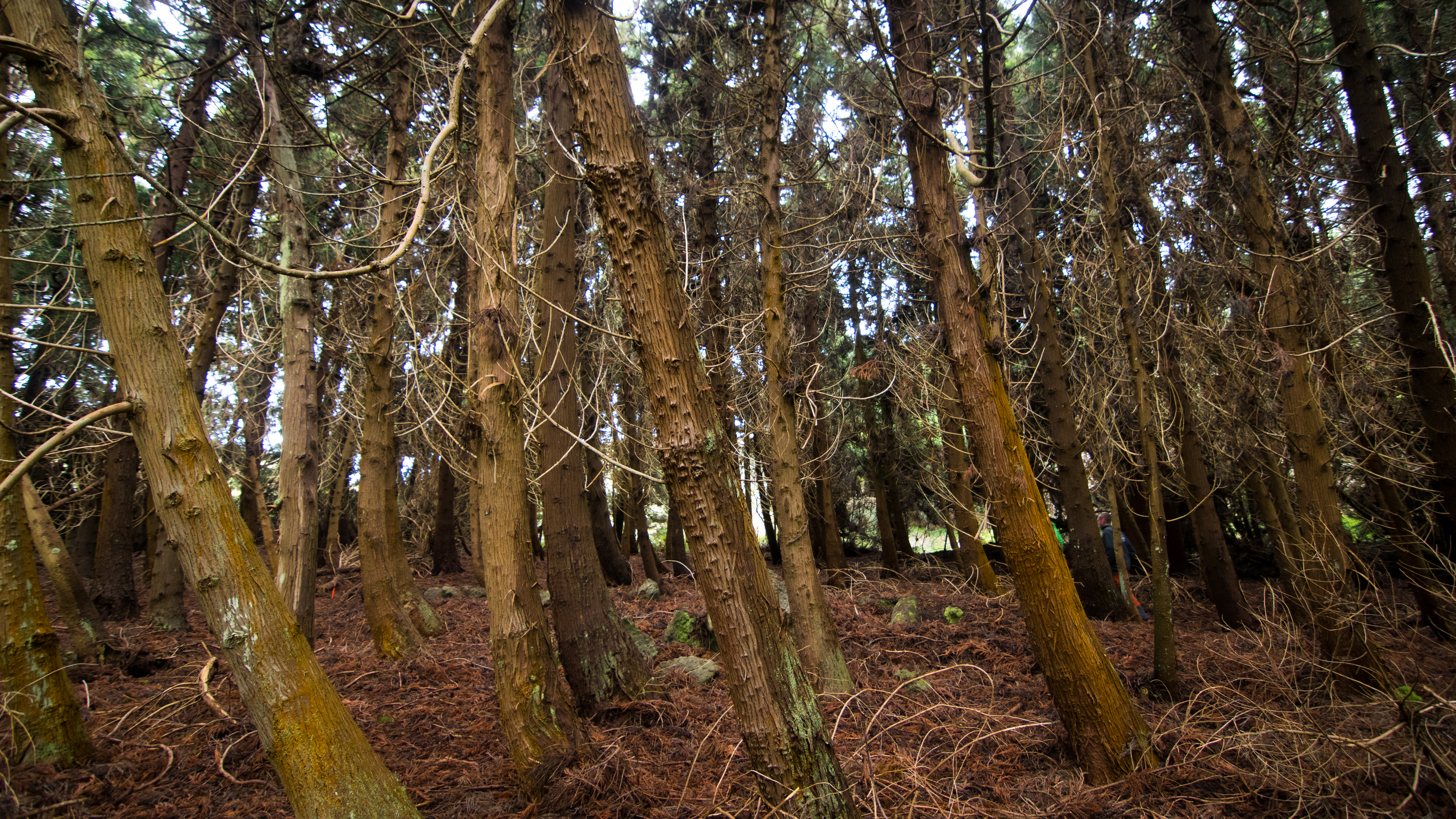
Миртовий ліс на острові Амстердам

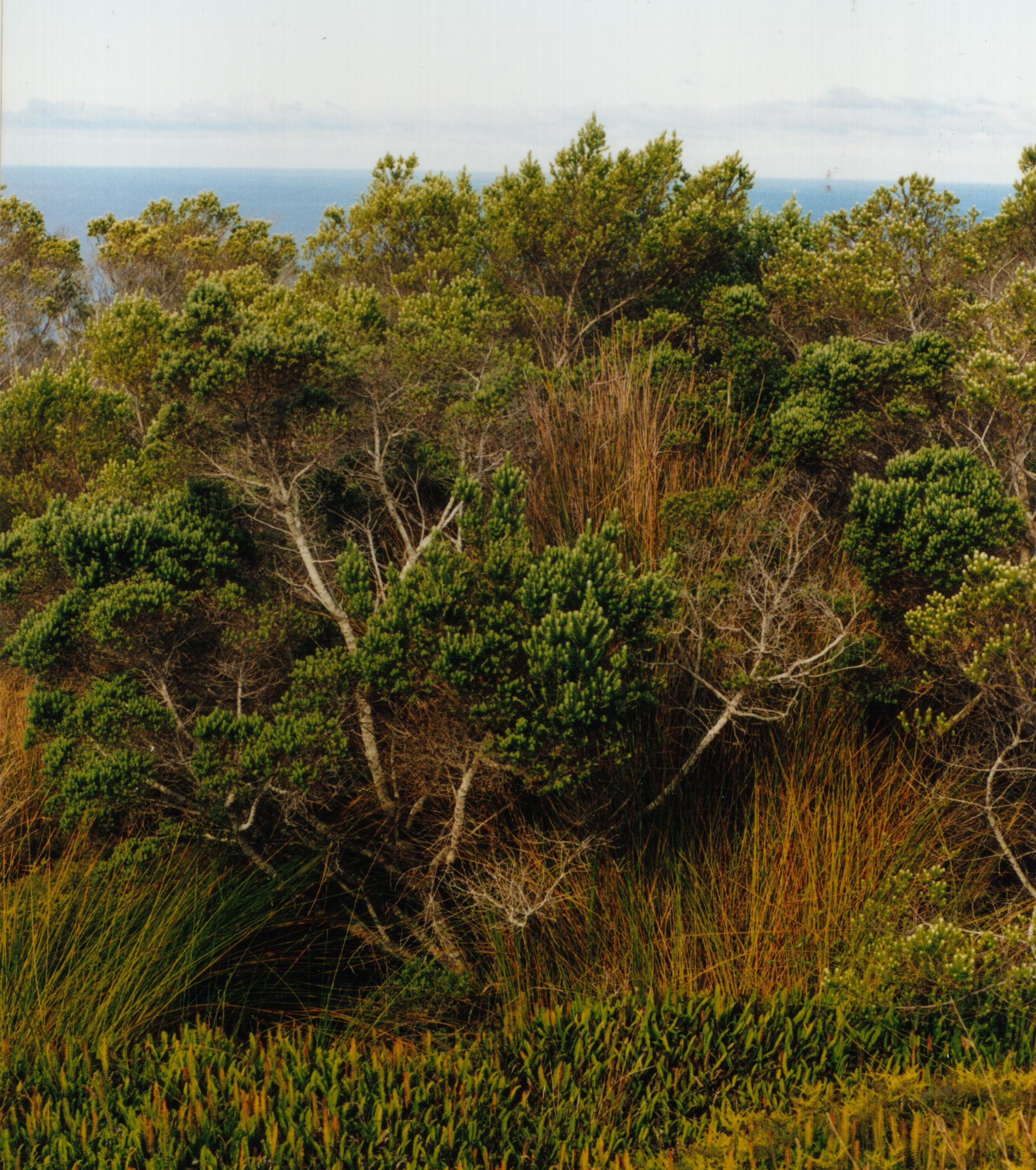
Хащі острівних капських миртів на Амстердамі

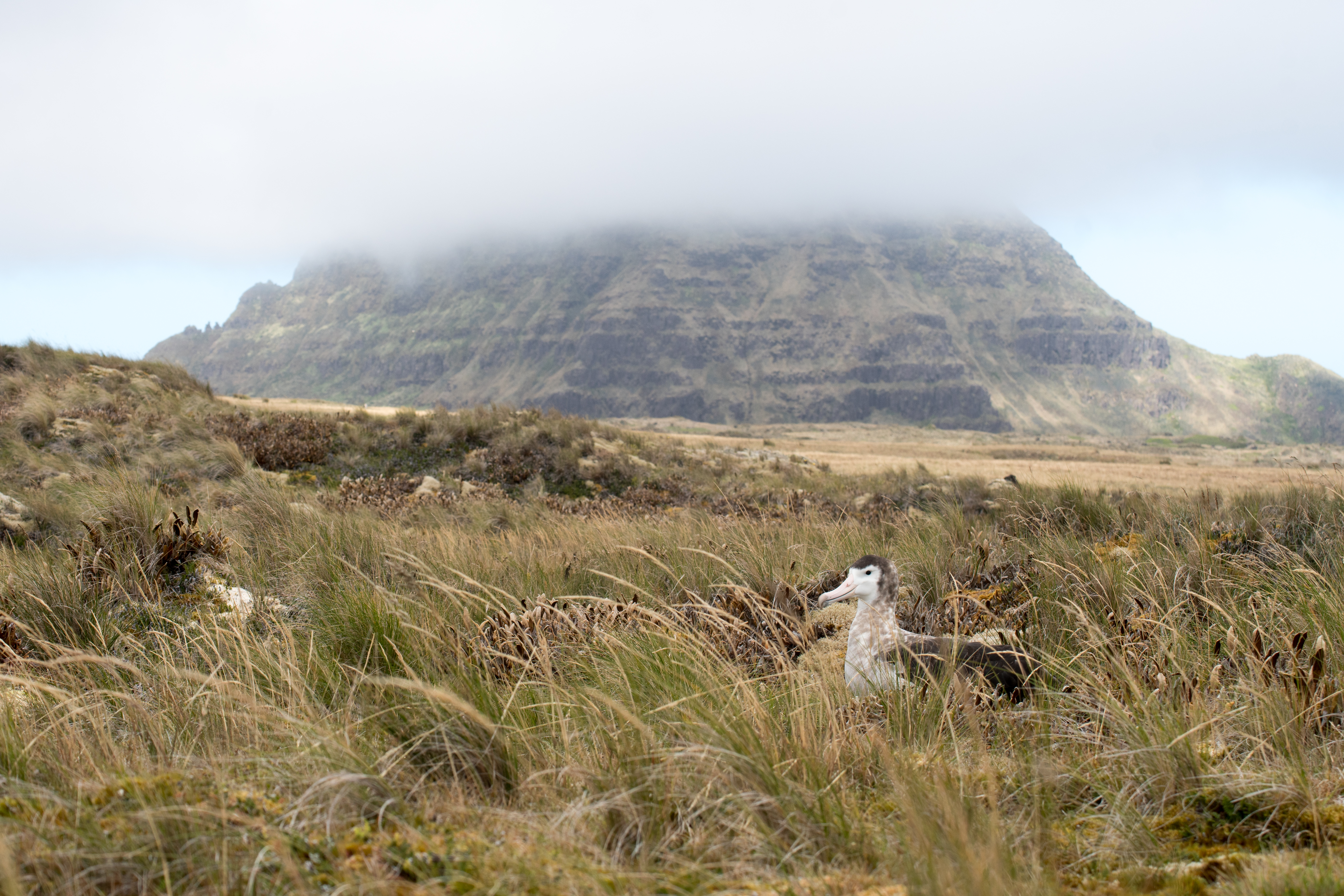
Амстердамський альбатрос на гнізді

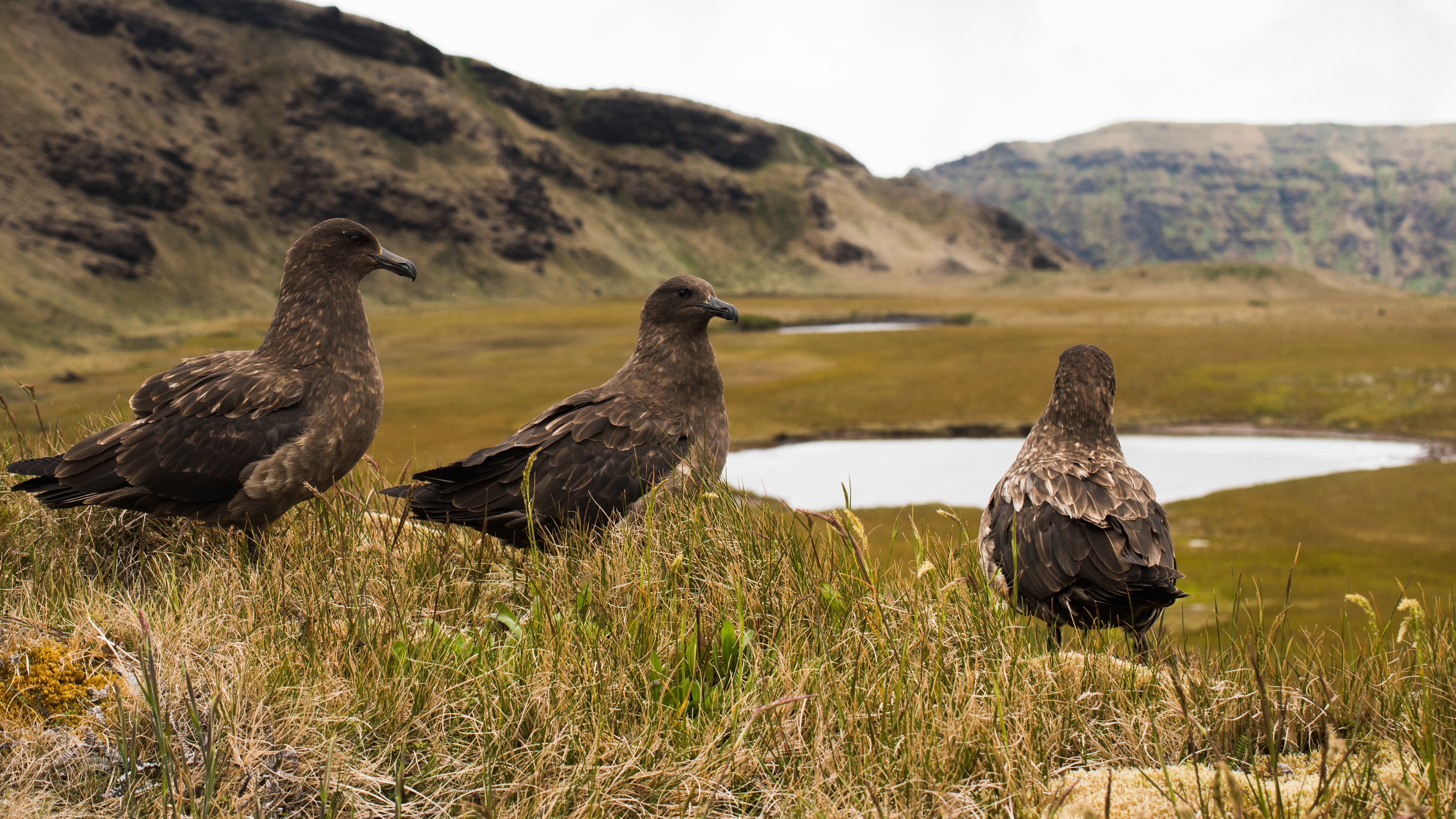
Зграя фолклендських поморників на Амстердамі

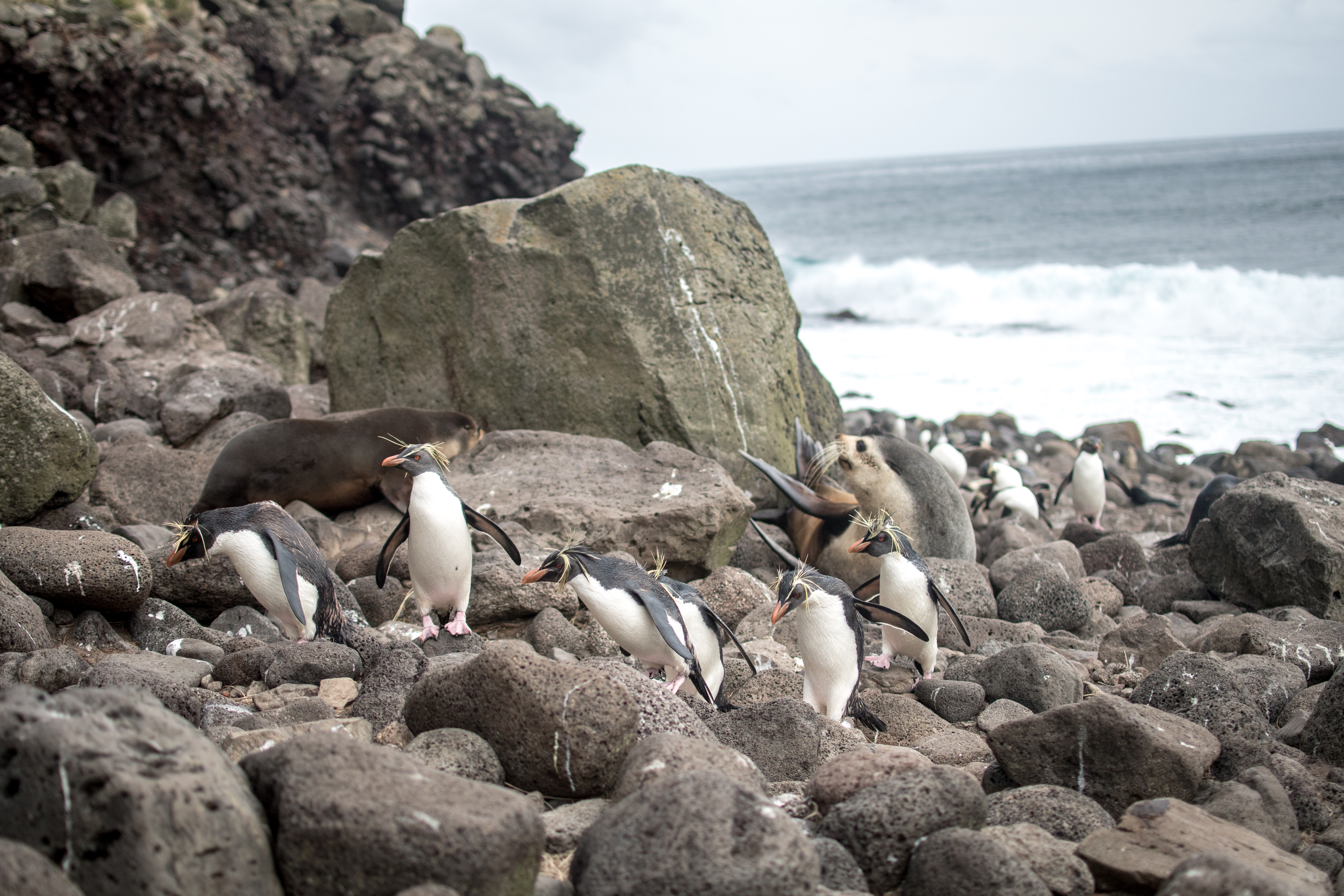
Гофські пінгвіни на Амстердамі

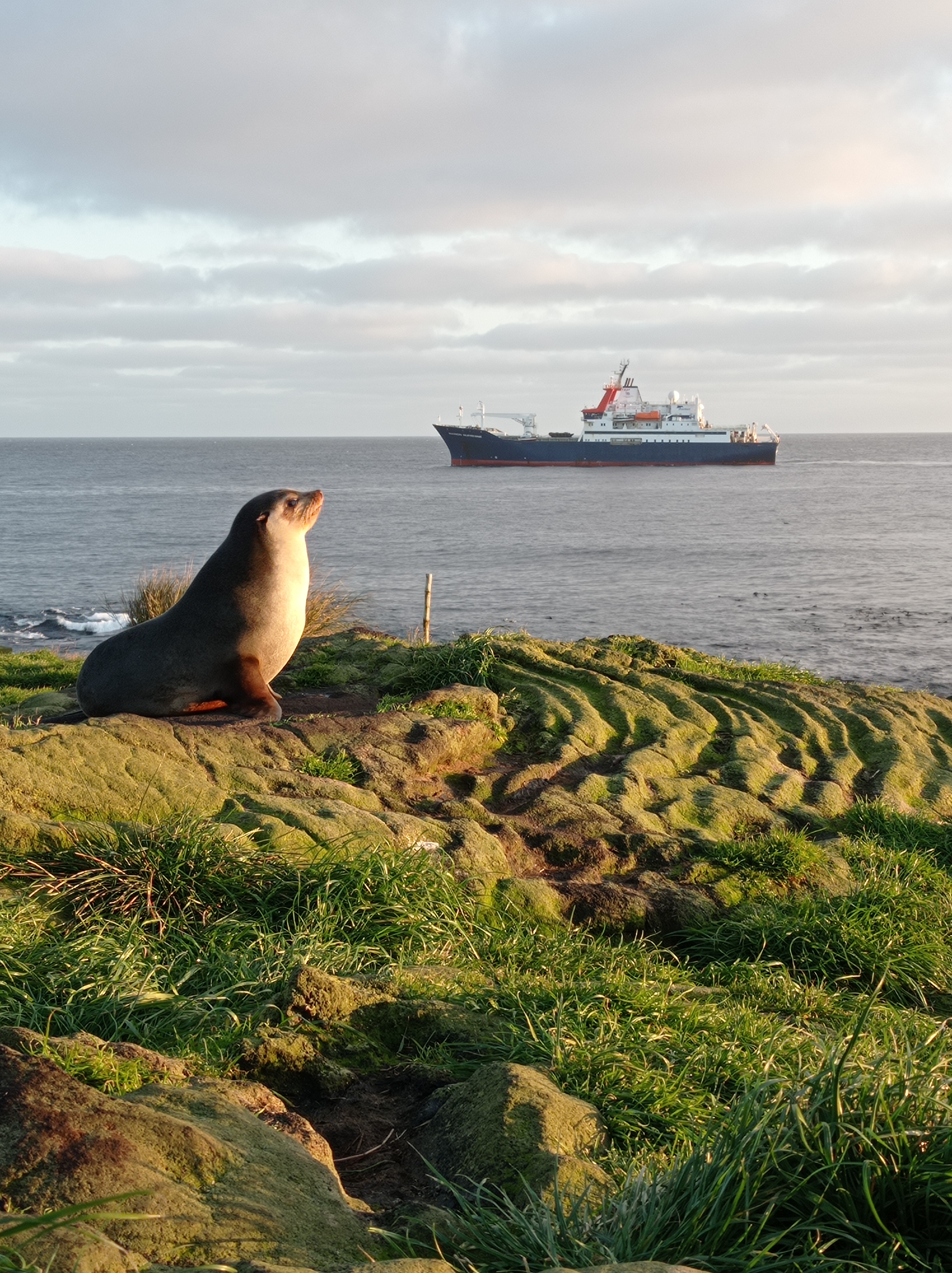
Морський котик на Амстердамі

## Географія
Амстердам та Сен-Поль — вулканічні острови, розташовані в південній частині Індійського океану. Вони майже рівновіддалені від Мадагаскару, Австралії та Антарктиди на відстань приблизно 3200 км. Таким чином, острови Амстердам та Сен-Поль є одними з найвіддаленіших островів світу. Адміністративно вони складають окремий округ, який входить до Французьких Південних і Антарктичних Територій. Єдиним поселенням в регіоні є наукова база Мартін-де-Вів'є на острові Амстердам, де взимку перебуває близько 25 людей, а влітку — понад 50 людей. Потрапити на острів можна лише на французькому науково-дослідному судні «Marion Dufresne», який обслуговує наукову станцію.
Острів Амстердам (37°50'S, 77°33'E) має площу близько 55 км², а його найвищою вершиною є гора Мон-де-ла-Дів висотою 881 м. Це відносно молодий острів, який утворився 400-200 тисяч років тому. В центральній частині острова розташоване велике плато Турб'єр, на якому є численні вулканічні конуси та кратери, хоча останнім часом вулканічної активності на острові не спостерігалося. Західна частина вулкана обвалилася, утворивши прямовисні скелі висотою 400-700 м.
Острів Сен-Поль (48°43'S, 77°31'E) розташований за 90 км на південь від острова Амстердам. Він набагато менший, ніж Амстердам, і має площу лише 7 км², а його найвища вершина розташована на висоті 272 м над рівнем моря. Вулканічний кратер Сен-Поля вражає: він затоплений і відкритий до моря з одного боку, утворюючи закриту бухту, оточену скелями, що майже вертикально підіймаються з води.

## Клімат
На островах Амстердам та Сен-Поль домінує відносно м'який помірний морський клімат (Cfb за класифікацією кліматів Кеппена), який характеризується домінуванням західних вітрів та високою вологістю. Температура води на поверхні моря коливається від 12,7 °C у серпні до 17,4°C у лютому. Температура повітря коливається від 11,2 °C у серпні до 17 °C у лютому, а середньорічна температура становить 13,5 °C. Над островами часто низько проходять хмари, тому відносна вологість на них, як правило, висока, і коливається від 80 % у березні до 82,9 % у листопаді. Середньорічна кількість опадів становить близько 1114 мм, які випадають переважно у вигляді дощів. Взимку спостерігається град або сніг, хоча сніг рідко випадає на низьких висотах.

## Флора
Флора острова Амстердам складається з кількох чітко виражених рослинних угруповань, які змінюють один одного з висотою.
Низинні частини острова раніше були вкриті миртовими лісами, у підліску яких росли папороті, зокрема коралові папороті (Gleichenia polypodioides), шкірястолисті папороті (Rumohra adiantiformis) і комонниколисті оленячі язики (Elaphoglossum succisifolium), а також квіткові рослини, зокрема бронзові піріпірі (Acaena anserinifolia) і ендемічні подорожники Стонтона (Plantago stauntonii), та печіночники, зокрема різні види маршанції (Marchantia spp.). На галявинах цих лісів росли вузлуваті бульбоосоки (Ficinia nodosa) та південні ситники (Juncus australis)
На високих прибережних скелях на північному сході острова поширені купинні луки, основу яких складають світанковий тонконіг (Poa novarae), очеретоподібна спартина (Spartina arundinacea) та вузлувата бульбоосока (Ficinia nodosa).
Основу луків, що ростуть на гірських схилах, складають китниковий тонконіг (Poa alopecurus), блискуча піріпірі (Acaena caesiiglauca), оклендський комиш (Isolepis aucklandica), короткостебловий комиш (Uncinia brevicaulis) та ендемічний острівний пентамеріс (Pentameris insularis), а також звичайні плауни (Lycopodium clavatum) та коралові папороті (Gleichenia polypodioides). У небагатьох районах з проточною водою росте антарктичний жовтець (Ranunculus biternatus) та антарктична виринниця (Callitriche antarctica).
На вершині плато Турб'єр поширені верхові торфові болота, які найменше постраждали від втручання людей. Тут ростуть різноманітні мохи, а також ящіркохвості плауни (Phlegmariurus saururus), оклендські комиші (Isolepis aucklandica), острівні пентамеріси (Pentameris insularis) та південні купчасті осоки (Carex austrocompacta).
Рослинний покрив острова Сен-Поль схожий на рослинний покрив острова Амстердам, але відрізняється меншою висотною варіативністю та відсутністю дерев. На більш сухих нижніх схилах ростуть купинні трав'янисті луки, у більш вологих районах на більшій висоті — осоки, а скелясті узбережжя, як правило, порослі інтродукованими рослинами.
Острів Амстердам є єдиним французьким субантарктичним островом, на якому ростуть місцеві дерева — острівні капські мирти (Phylica arborea). Ці представники родини жостерових (Rhamnaceae) мають невелике вузьке листя, жовті квіти з медовим ароматом і досягають 6-7 м у висоту. Окрім островів Амстердам та Сен-Поль, ці невеликі дерева або чагарники поширені на островах Тристан-да-Кунья та Гоф в південній частині Атлантичного океану.
Ранній опис острова Амстердам від 1726 року свідчить про те, що у XVIII столітті миртові ліси утворювали майже непрохідний пояс навколо центральної частини острова, на висоті від 100 до 250 м над рівнем моря, і вкривали близько 1500 га або 27 % його поверхні. До 1875 року площа миртових лісів скоротилася до 250 га, а до середини 1980-х років від них залишилося лише кілька невеликих груп дерев, що росли на великих висотах, серед недоступних для биків кратерів. Причиною значного скорення площі лісів на острові Амстердам є вирубка, яка здійснювалася китобоями, рибалками та іншими людьми, що відвідували острів, а також пожежі та тиск з боку амстердамських биків. 
У період між 1989 і 1993 роками на звільненій від биків частині острова було висаджено насіння зі вцілілих дерев та пересаджено близько 7000 миртів. Таким чином був створений "Гранд-Буа" (Великий ліс), який до початку 2000 років вже займав майже 10 га, або приблизно 0,2 % від площі острова. 
Спочатку навколо Великого лісу було висаджено коло з інтродукованих монтерейських кипарисів (Hesperocyparis macrocarpa), французьких тамариксів (Tamarix gallica) та евкаліптів (Eucalyptus spp.), яке мало виступати додатковим бар'єром проти худоби. Після винищення амстердамських биків та демонтажу огорожі з колючим дротом у 2011 році спеціальна комісія видалила всі інтродуковані дерева з Амстердаму. Планується кампанія з викорінення інших інтродукованих рослин, насамперед болиголова, мальви, осота та красолі. Крім того, наприкінці 2010 року на науковій базі Мартін-де-Вів'є був створений розсадник миртів, в якому станом на 2011 рік росла тисяча дерев, а на 2013 рік — 2300 дерев. Таким чином, у перспективі острівні капські мирти зможуть поступово відновити ліси, втрачені протягом століть. 

## Фауна
На ізольованих островах Амстердам та Сен-Поль зареєстровано близько 40 видів морських птахів, з яких лише 10-11 видів гніздяться в регіоні. Характерними представниками орнітофауни екорегіону є ендемічні острівні альбатроси (Diomedea amsterdamensis). Ці дуже рідкісні птахи гніздяться лише на плато Турб'єр на острові Амстердам, на висоті 500-600 м над рівнем моря. Станом на 2014 рік популяція цього виду становила лише 46 пар.
Майже ендемічними представниками екорегіону є дуже рідкісні гофські пріони (Pachyptila macgillivrayi). Колись вони у великій кількості гніздилися на островах Амстердам та Сен-Поль, однак наразі вони вимерли на Амстердамі. Близько 150-200 пар гофських пріонів гніздиться на невеликому скелястому острівці Рош-Кілле, розташованого на схід від острова Сен-Поль. Після того, як на Сен-Полі були винищені чорні пацюки, ці птахи почали знову селитися на ньому, і станом на 2021 рік їх популяція тут нараховувала 740 пар. Близько 95 % популяції цього виду гніздиться на острові Гоф в Атлантичному океані.
Іншими майже ендемічними мешканцями екорегіону є гофські пінгвіни (Eudyptes moseleyi), переважна частина популяції яких мешкає на островах Гоф та Тристан-да-Кунья в Південній Атлантиці. Ці пінгвіни мають оранжево-червоні дзьоби, яскраво-червоні очі та химерні жовто-чорні брови.
Одними з найпоширеніших птахів, що гніздяться на островах Амстердам та Сен-Поль, є індоокеанські альбатроси (Thalassarche carteri), близько 27 000 пар яких гніздиться на Амстердамі. Серед інших поширених в екорегіоні птахів слід відзначити бурих альбатросів (Phoebetria fusca), м'якоперих тайфунників (Pterodroma mollis), сірих буревісників (Procellaria cinerea), світлоногих буревісників (Ardenna carneipes), фолкленських поморників (Stercorarius antarcticus), білочеревих фрегет (Fregetta grallaria) та антарктичних крячків, представлених ендемічним підвидом Sterna vittata sanctipauli. Також на островах мешкають інтродуковані смугасті астрильди (Estrilda astrild).
До появи в регіоні людей на острові Амстердам зустрічалися ендемічні нелітаючі короткодзьобі свищі (Mareca marecula), рештки яких були знайдені у 1955 році. За свідченнями мандрівників, на Сен-Полі також зустрічалися нелітаючі качки, однак цей вид не був описаний.
Ластоногі здавна влаштовували лежбища на островах Амстердам та Сен-Поль. Колись на Амстердамі їх було так багато, що моряки не могли висадитися на острів, оскільки все узбережжя було зайняте натовпами тюленів. Субантарктичні морські котики (Arctocephalus tropicalis) продовжують розмножуватися на островах регіону. Станом на 1994 рік їх популяція на Амстердамі становила 37 000 особин, а на Сен-Полі — близько 1000 особин, загалом близько 11 % від світової популяції. Хоча південні морські слони (Mirounga leonina) більше не розмножуються на островах, вони регулярно їх відвідують, і з роками їх чисельність зростає. Ці тварини демонструють найбільший статевий диморфізм серед усіх ссавців, який проявляється у їх вазі: самці важать до п'яти тон, тоді як вага самиць рідко перевищує одну тону. І морські котики, і морські слони майже вимерли в екорегіоні на початку XX століття, однак після того, як масовий звіробійний промисел припинився, їх популяція почала відновлюватися, і зараз вони знову масово зустрічаються на обох островах. Крім того, взимку на островах іноді зустрічаються морські леопарди (Hydrurga leptonyx), більш характерні для Антарктики, а влітку повз острови іноді пропливають стада косаток (Orcinus orca).
У 1871 році на острів Амстердам було завезено п'ять голів великої рогатої худоби, а до 1987 року їх популяція зросла приблизно до 2000 голів. Стадо амстердамських биків повністю натуралізовалося, виживаючи без людей понад століття, і було однією з небагатьох здичавілих популяцій свійських биків (Bos taurus) у світі. Амстердамські бики харчувалися очеретом і витримували сухі періоди, коли на поверхні острова немає прісної води. Їхня незвичайна екологія були викликом для природоохоронців, оскільки тварини були головною загрозою для зникаючих місцевих видів. У 1987 році було досягнуто компромісу — Амстердам розділили парканом на дві частини, а худоба була зосереджена у меншій південній частині, яка охоплювала п'яту частину острова. У 2007 році почалася кампанія з остаточного викорінення биків з острова. У 2010 році амстердамські бики були повністю винищені, а миртові ліси почали поступово відновлюватися.
Загалом на островах Амстердам та Сен-Поль спостерігається низьке видове різноманіття фауни у поєднанні з високим рівнем ендемізму, що типово для ізольованих острівних екосистем. Особливо високий рівень ендемізму орнітофауни екорегіону є результатом його унікального біогеографічного положення. Вони не є справжніми субантарктичними островами, оскільки лежать у більш низьких широтах, а кліматичні умови на низькій висоті є субтропічними. Лише торфові болота на вершині острова Амстердам демонструють риси справжніх субантарктичних ландшафтів. Водночас найближчою ділянкою суходолу до островів регіону є субантарктичний архіпелаг Кегерлен. Таким чином, птахи, ймовірно, потрапляли в регіон з холодніших островів, а потім зазнавали видоутворення, адаптуючись до значно тепліших навколишніх вод.
Екорегіон чагарників та луків Тристан-да-Куньї та острова Гоф розташований на тій же широті в Атлантичному океані, що і екорегіон помірних луків островів Амстердам та Сен-Поль, однак океанічні течії призводять до того, що води навколо цих островів холодніші й не сильно відрізняються від вод навколо субантарктичних островів. Таким чином, острови Гоф та Тристан-да-Кунья мають нижчий рівень ендемізму серед морських птахів, ніж острови Амстердам та Сен-Поль, оскільки адаптація там була менш необхідною.

## Збереження
Острів Амстердам має найбільш деградований рослинний покрив серед усіх островів Французьких Південних Територій. Він сильно постраждав у XVIII столітті, оскільки лежав на прямому шляху кораблів, що курсували між Південною Африкою та Австралією. Багато кораблів зупинялися тут з метою збору деревини. Між 1792 і 1974 роками на острові трапилося кілька торф'яних пожеж, з яких принаймні чотири, як відомо, випадково спричинили люди. Вони призвели до значного скорочення площі миртових лісів. За знищенням лісів послідувала ерозія ґрунту, яка зруйнувала кілька місць гніздування буревісників. Інвазивні рослини також значно змінили природний ландшафт острова. На більшій частині території, яка колись була вкрита миртовими лісами, наразі поширені низинні луки, де процвітають інтродуковані види рослин, такі як медова вовниста трава (Holcus lanatus) та скельні любочки (Leontodon saxatilis), які колись були завезені на острів як корм для худоби і здатні витримувати витоптування. Після пожежі 1974 року на острові поширився нещодавно інтродукований звичайний осот (Cirsium vulgare).
Найбільший вплив на фауну екорегіону мало інтенсивне полювання на морських котиків. Вважається, що між 1789 і 1835 роками на островах Амстердам та Сен-Поль було вбито 150 000 субантарктичних морських котиків, а у 1893 році вони повністю зникли в регіоні. Приблизно з 1880-тих років хутро морського звіра більше не користувалося великим попитом, і зрештою популяція морських котиків повернулася та доволі швидко відновилася. Люди, як відвідували острови регіону, також вбивали пінгвінів, альбатросів і буревісників, їли їх або використовували як наживку при риболовлі.
На острови екорегіону були інтродуковані різні види тварин, як навмисно, так і випадково. Деякі з них, як-от собаки (Canis familiaris) і свині (Sus scrofa), вимерли, хоча перед цим свині завдали значної шкоди, знищуючи пташині нори та поїдаючи яйця. Кози (Capra aegagrus) виживали в регіоні протягом 100 років, завдаючи серйозної шкоди рослинності, і зрештою були винищені. На острові Амстердам продовжують мешкати хатні миші (Mus musculus), сірі пацюки (Rattus norvegicus) та здичавілі коти (Felis catus). Коти та пацюки полюють на буревісників і тайфунників та поїдають їх яйця. Однак вважається, що ці види мали менший вплив на скорочення популяції птахів, ніж амстердамські бики, які опосередковано шкодили місцевим птахам, руйнуючи їхні оселища.
У 1994 році розпочалася кампанія зі знищення інвазивних тварин на острові Сен-Поль. До 1999 року чорні пацюки (Rattus rattus) та європейські кролі (Oryctolagus cuniculus) були знищені на острові, однак хатні миші продовжують мешкати на ньому. Тим не менш, винищення пацюків відкрило шлях для морських птахів, зокрема для гофських пріонів, які знову почали гніздитися на Сен-Полі. У 2023 році розпочалася програма з винищення мишей та пацюків на острові Амстердам.
Острови Амстердам та Сен-Поль входять до Національного природного заповідника Французьких Південних Територій, а також визнані Рамсарськими водно-болотними угіддями міжнародного значення та важливою орнітологічною територією. Французькі науковці сприяють відновленню екосистеми регіону, зокрема миртових лісів на Амстердамі, а також відновленню популяцій морських птахів та ссавців.